# 대한민국-이라크 관계
두 국가는 1981년 영사관계를 수립하였으며, 1989년까지 각국 수도에 영사관을 운영하였다. 이후 1987년에 외교관계를 수립하며, 기존 영사관을 대사관으로 격상시켰다. 그러나 1991년에 걸프 전쟁이 발발하면서 주이라크 대한민국 대사관은 잠정 폐쇄되었다가 2003년에 다시 문을 열게 된다. 1994년에 이라크 외교부는 주한 이라크 대사관을 잠정 폐쇄하였으며, 2007년에 업무를 다시 재개하였다.
두 나라는 걸프전쟁 및 이라크 전쟁으로 관계의 부침을 겪었다. 노무현 정부 당시 미국 조지 W. 부시 대통령의 한국군 참전 요청에 이라크 아르빌주로 공병 병과로 구성된 대한민국 이라크 평화·재건 사단을 파병하였다. 자이툰 부대로 잘 알려진 이 부대는 전쟁 후 재건 및 복구 사업에 담당하였다. 2004년 김선일 피랍 사건 당시 이라크에서 김선일이 납치 및 살해됨에 따라서 대한민국 외교부가 부실한 대응에 비판을 받았다.
한국국제협력단은 이라크에 공적개발자금을 지원하고 있으며, 이라크는 한국항공우주산업로부터 KUH-1 수리온를 구매하며 방산협력을 하고 있다.

## 연혁
- 1981년 4월 15일 대한민국과 이라크 간의 영사 관계가 수립됨
- 1981년 6월 29일 이라크 정부가 대한민국 서울에 주서울 이라크 총영사관을 개설함
- 1981년 7월 24일 대한민국 정부가 이라크 바그다드에 주바그다드 대한민국 총영사관을 개설함
- 1989년 7월 9일 대한민국과 이라크 간의 대사급 외교 관계 수립, 양국 주재 총영사관이 대사관으로 격상됨
- 1991년 1월 15일 대한민국 정부가 걸프 전쟁의 여파로 인하여 주이라크 대한민국 대사관을 잠정 폐쇄함
- 1994년 5월 22일 이라크 정부가 이라크에 대한 경제 제재의 여파로 인하여 주한 이라크 대사관을 잠정 폐쇄함
- 2003년 5월 17일 대한민국 정부가 주이라크 대한민국 대사관을 재개설함
- 2006년 12월 이라크 정부가 주한 이라크 대사관을 재개설함